# شهرستان مرش‌آن‌فمن
شهرستان مرش‌آن‌فمن (به فرانسوی: Marche-en-Famenne) در استان لوکزامبورگ  در منطقه فدرال والوون در کشور بلژیک واقع شده‌است.

## شهرها
1. دوربی
2. اروزه
3. اوتون
4. لروش-آن-اردن
5. منه
6. مرش‌آن‌فمن
7. نسونی
8. راندو
9. تونو ویل